# Monthey
Monthey är en stad och kommun i distriktet Monthey i kantonen Valais i Schweiz. Kommunen har 18 886 invånare (2023). Monthey är huvudort i distriktet med samma namn.

## Geografi
Monthey ligger på Rhônes vänstra flodbank, där floden Vièze mynnar ut Rhône. Den är belägen vid infarten mot sidodalen Val d'Illiez, inte långt från gränsen mot Frankrike över Pas de Morgins. Kommunen består av staden Monthey, Outrevièze, Choëx, Les Giettes och tre exklaver. Monthey ligger cirka 19 kilometer nordväst om Martigny samt cirka 38 kilometer sydost om Lausanne.
Kommunen Monthey har en yta om 28,70 km². Av denna areal används 7,47 km² (26,0 %) för jordbruksändamål och 12,91 km² (45,0 %) utgörs av skogsmark. Av resten utgörs 5,98 km² (20,8 %) av bostäder och infrastruktur, medan 2,30 km² (8,0 %) är impediment.

## Demografi
Kommunen Monthey har 18 886 invånare (2023). En majoritet (84,9 %) av invånarna är franskspråkiga (2014). 63,4 % är katoliker, 8,8 % är reformert kristna och 27,7 % tillhör en annan trosinriktning eller saknar en religiös tillhörighet (2014).